# Pirámide escalonada de Zoser

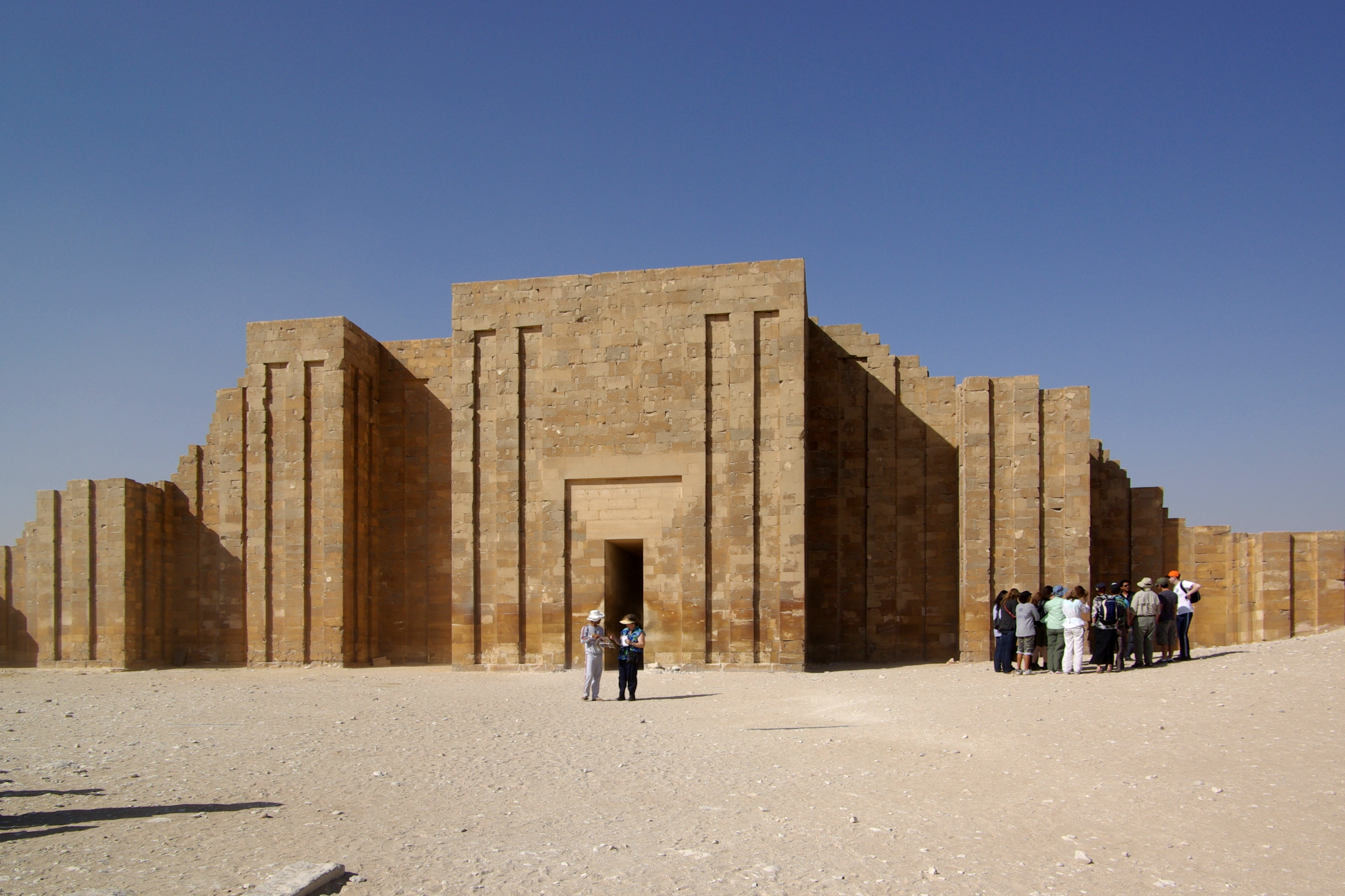
Puerta de acceso al complejo.

La pirámide escalonada de Zoser es la supuesta tumba del faraón conocido como Zoser (Dyoser o Necherjet-Dyeser) de la tercera Dinastía del Antiguo Egipto (alrededor de 2650  a. C.). La estructura denominada antiguamente Dyeser Deyeseru «la más sagrada» o «sublime de las sublimes», según Manetón fue edificada por Imhotep. Es la construcción más notable de la necrópolis de Saqqara, al suroeste de la ciudad de Menfis, y fue el prototipo de las restantes pirámides egipcias.

Los exploradores de esta estructura fueron Von Minutoli, Karl R. Lepsius en el siglo XIX, los trabajos de excavación sistemática fueron de Cecil Firth, y de Jean-Philippe Lauer en el siglo XX.

Desde marzo de 2020 se puede visitar el interior de la pirámide de Zoser, tras años de una larga restauración que se inició en el año 2006.

## Complejo ceremonial

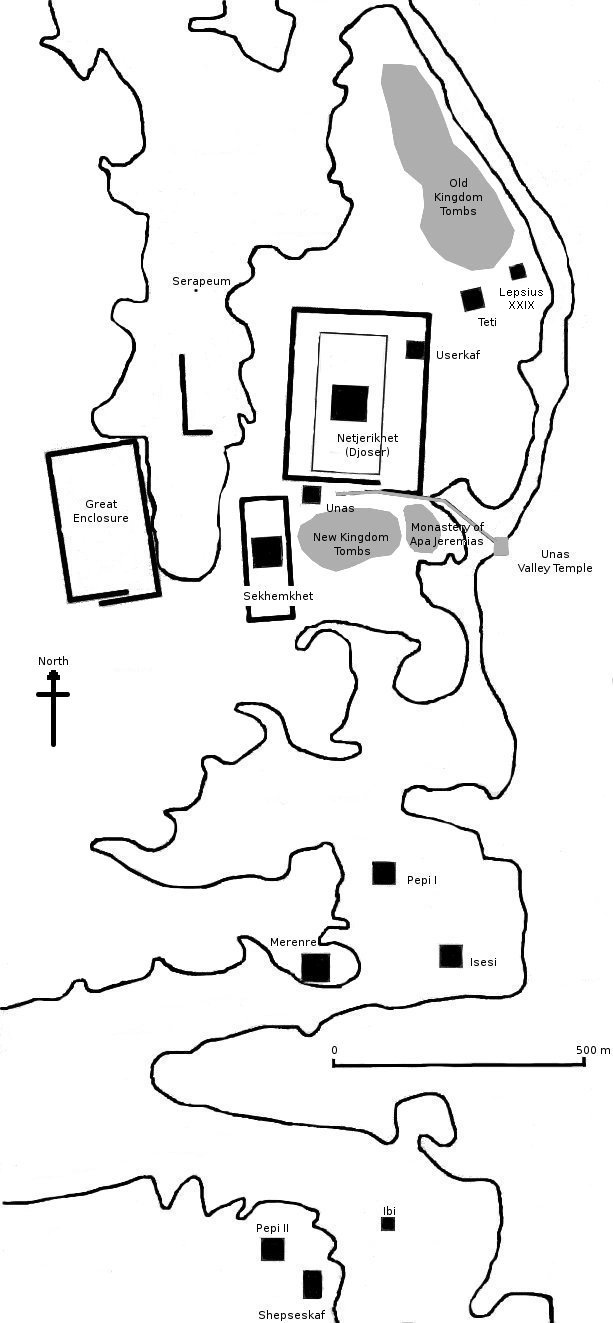
Complejo de Djoser en Saqqara.

La pirámide escalonada, o proto-pirámide, es considerada como el primer cenotafio monumental real del Imperio Antiguo de Egipto.

En complejo rodeado por un muro pétreo albergaba: una pirámide, un templo y edificios de carácter simbólico, la mayoría macizos, con un patio para conmemorar el Heb Sed y un intrincado sistema de túneles y galerías subterráneas.
Era un complejo funerario enorme, y la primera estructura monumental de piedra en el Antiguo Egipto, que transformó el paisaje de la meseta de Saqqara y, el de la aledaña ciudad de Menfis.

Hasta la construcción de la pirámide de Zoser (Dyeser), las tumbas reales consistían en cámaras subterráneas cubiertas por una estructura de adobe, en forma de poliedro o base de pirámide, llamada mastaba. La pirámide de Zoser está hecha en piedra y consiste en seis enormes mastabas, una encima de otra, en lo que fueron cinco revisiones y desarrollos del plan original: una mastaba con la base cuadrada, de 63 metros de lado y ocho de altura, cuya construcción se atribuye también a Imhotep, pero en época Sanajt, el faraón precedente; esta primera mastaba sería realmente el primer monumento erigido en el antiguo Egipto utilizando piedra tallada (sillería).
Fue Jean-Philippe Lauer terminó de interpretar los restos que rodeaban a la pirámide y formaban el complejo funerario: la columnata de entrada, el patio sur, el patio de la fiesta Sed, la casa del norte, la casa del sur, el macizo oeste y el templo funerario.
Este recinto rectangular estaba orientado casi exactamente de norte a sur, tenía un largo de 554 metros (m), y un ancho de 277 m de este a oeste. 
#Muro perimetral
La muralla era de piedra caliza, medía originalmente 10 metros de altura y tenía en su perímetro catorce falsas puertas. La cercana ciudad fue conocida como Menfis (Men-nefer: 'muro blanco'). 
#Puerta

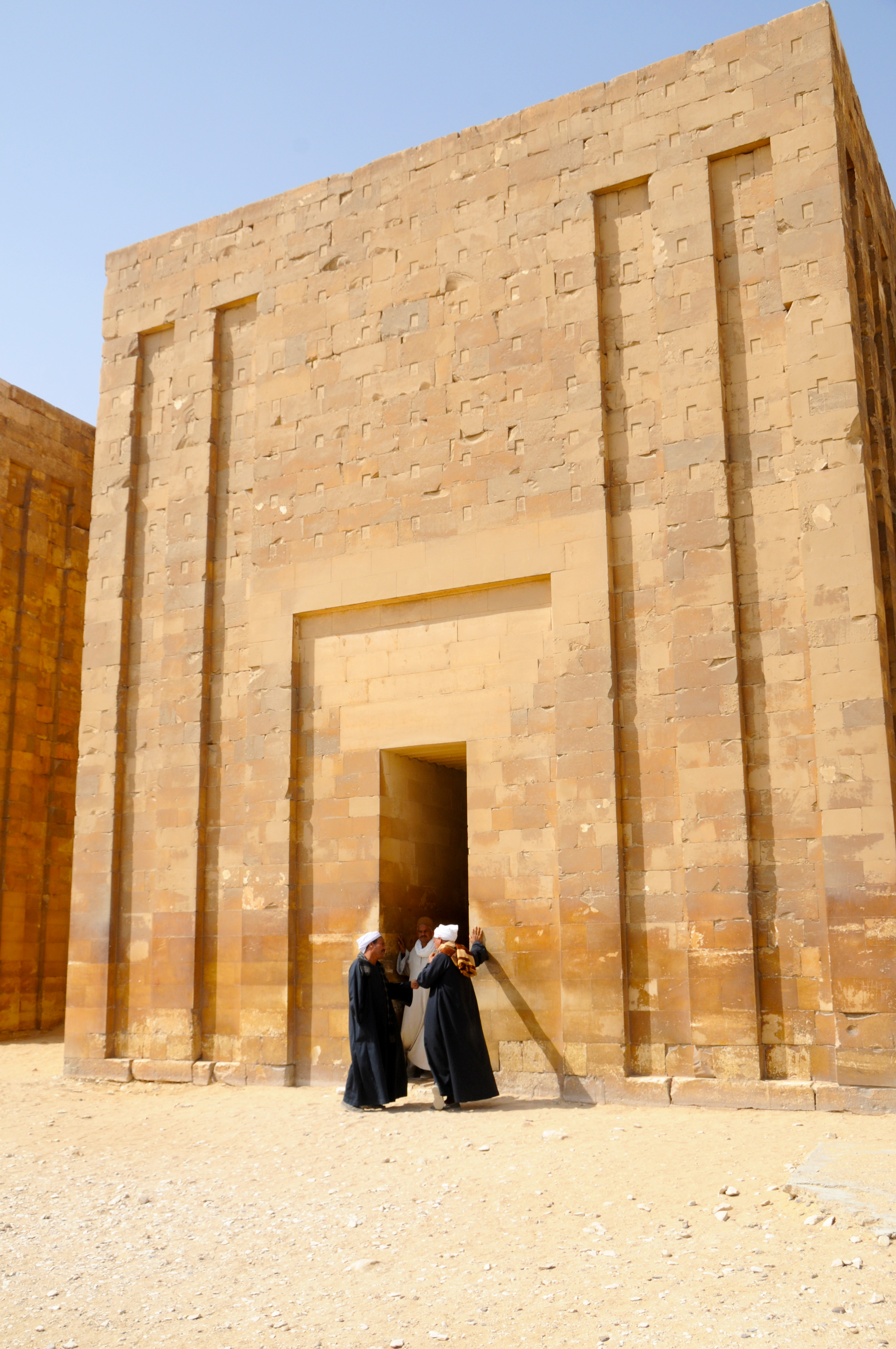
Puerta de acceso al complejo, en la esquina Sureste del muro perimetral.

La única entrada al complejo se encontraba en el sureste del muro del complejo. 
Estaba dispuesta en uno de los entrantes que imitaban una falsa puerta. 
#Sala de las columnas

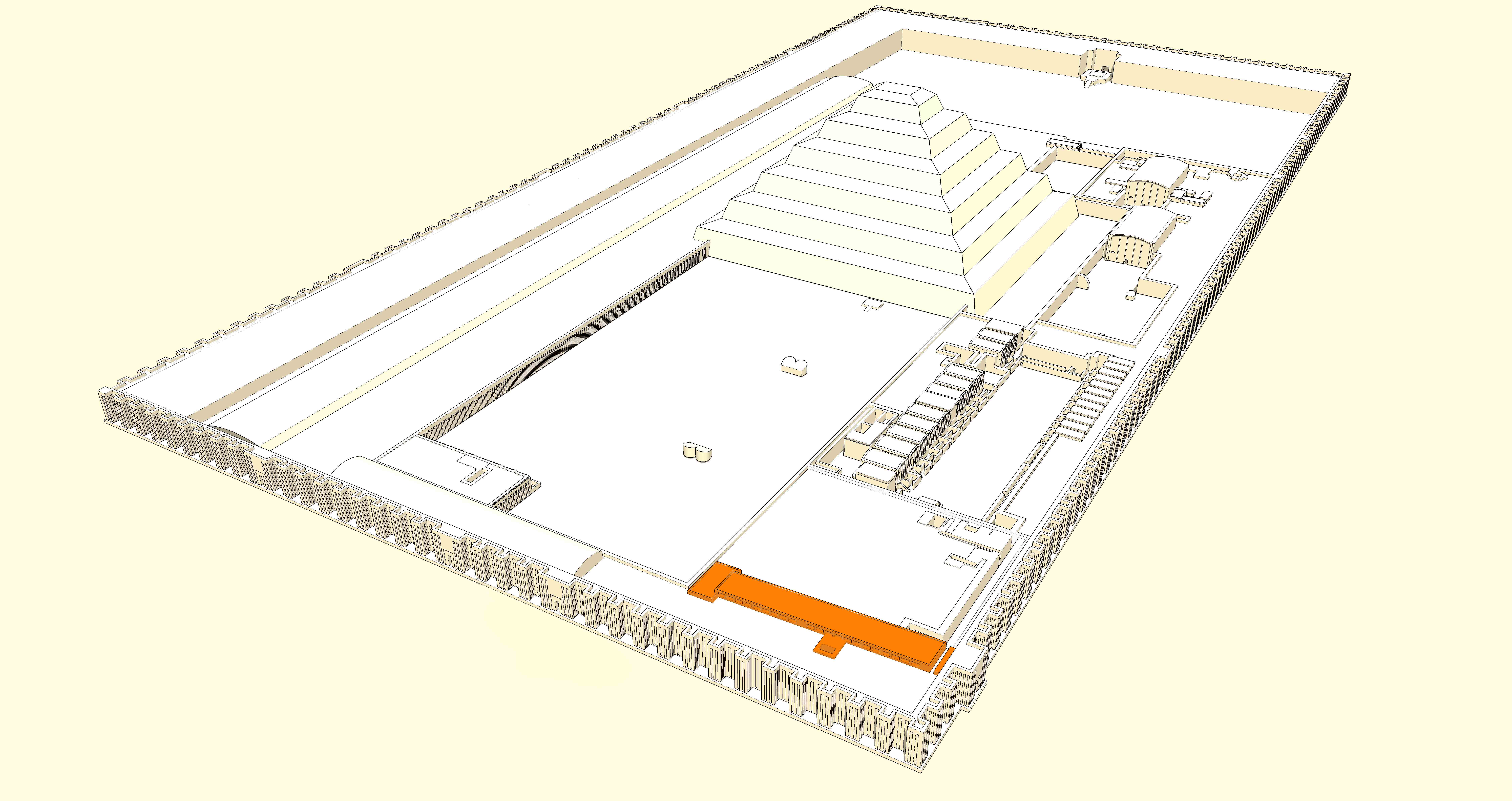
Puerta, y Vestíbulo con columnata (en naranja). Visto desde el sursureste.

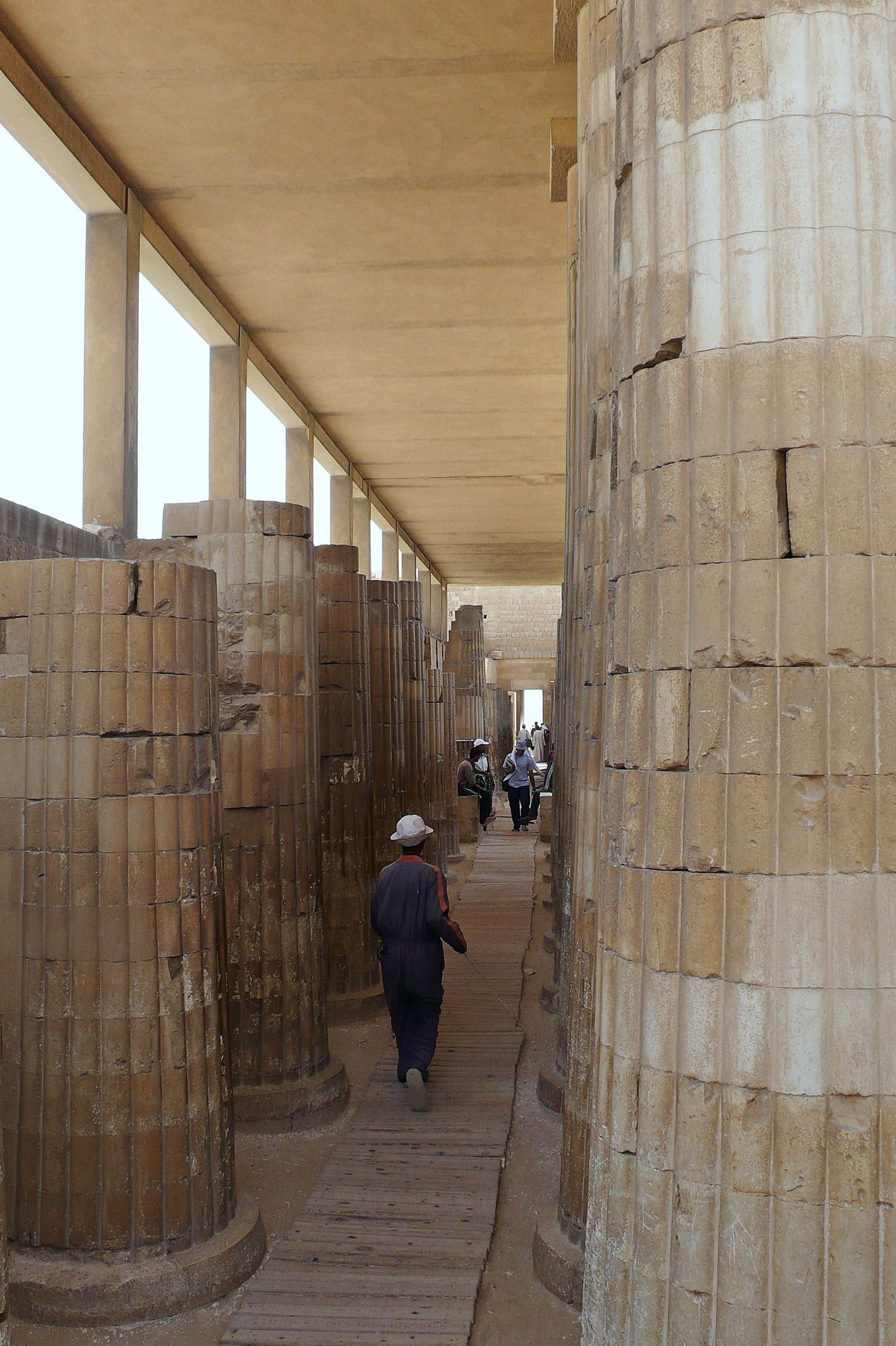
Corredor de las columnas.

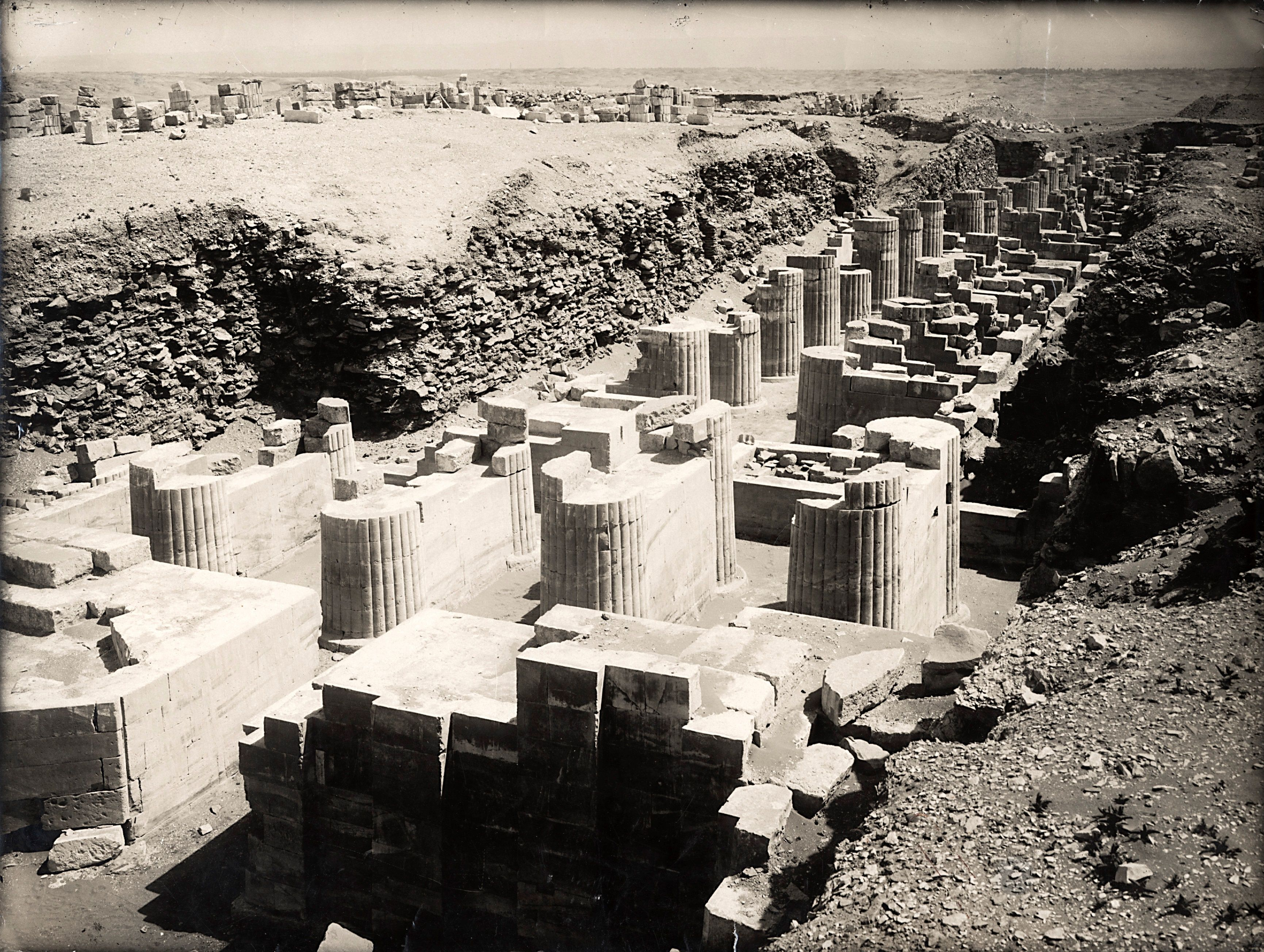
Vestíbulo de las columnas 1923. Visto desde el Gran Patio Sur.

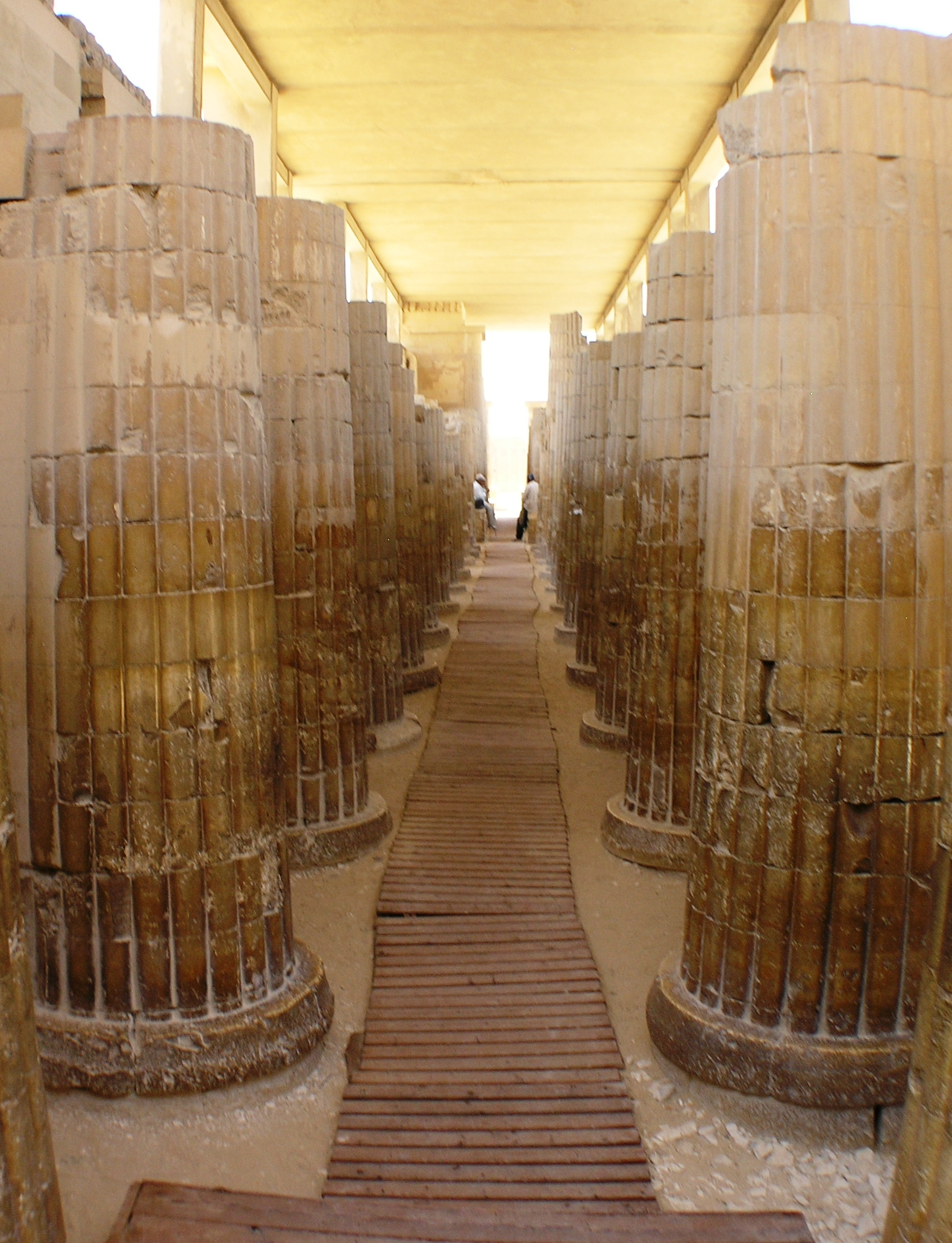
Corredor de las columnas del pasaje en 2008.

La entrada conduce a un pequeño patio y luego a una sala hipóstila, con cuarenta columnas enfrentadas en dos filas, estas son las primeras columnas en piedra conocidas del arte egipcio. 
Patio sur

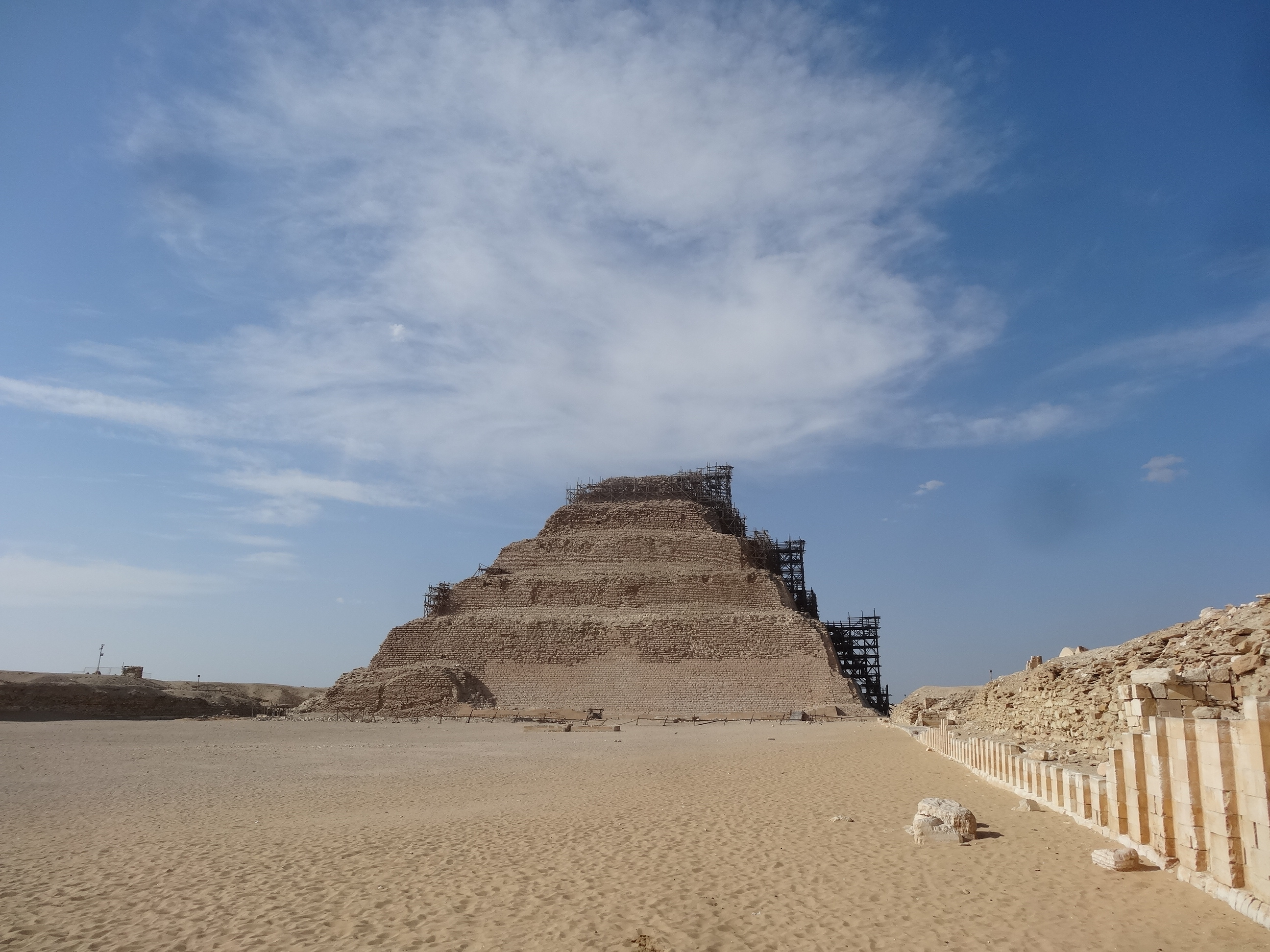
Gran patio sur.

 A continuación hay un amplio patio, al sur de la pirámide, con un pequeño altar y cuatro mojones que tal vez representaron los límites del reino, entre los que el faraón debió realizar la carrera simbólica durante la fiesta Sed.
Edificios
Las construcciones internas del complejo tienen fachadas exteriores cuidadas, sin embargo, los interiores son macizos. 
- Capillas
- Depósitos o almacenajes.
- Pabellones de la corte o Casa Norte y Casa Sur.

#Pirámide escalonada
La pirámide escalonada se encuadra dentro de un recinto que constituye un complejo.

La pirámide escalonada alcanzó 60 metros (m) de altura, y 121 m de largo por 109 m de ancho en la base, quedando revestida de piedra caliza blanca pulida. Era la construcción más grandiosa que habían acometido los egipcios hasta esa época.

La piedra blanca pulida de la pirámide, brillaba durante todo el día en el horizonte del oeste de Menfis (Men-nefer: 'muro blanco'). El sol en su camino diario, iluminaba primero su escalón más alto en el amanecer, y en el poniente recortaba su silueta oscura y despedía el camino solar.

El ciclo perpetuo de la llegada y la puesta del Sol es comparable al ciclo de la vida y de la muerte. Cada mañana el Dios Solar Ra nace en el oriente, crece hasta el cenit, envejece hacia el occidente, y luego desaparece en el reino de los muertos, el Duat. Este viaje lo realiza a bordo de la barca solar.
Patio norte
Es el que se ubicaba al otro lado de la pirámide, en el extremo norte del complejo. 
#Templo funerario y Serdab
El serdab era una pequeña cámara cerrada, cerca del ángulo noroeste de la pirámide, en la que se encontró una estatua sedente en piedra, con el nombre "Necherjet" grabado. 
Zanja profunda
El gran foso del sur, situado al interior del paño sur de la muralla, de 7 metros de anchura y 29 m de profundidad que conduce a una cámara de granito y una sala con estelas, cuya función es desconocida.
#Foso Seco
El Foso Seco (Dry Moat o Great Trench en inglés) es una característica identificada por Nabil Swelim en 1985. El foso es una parte integral del complejo, es una enorme zanja cortada en el lecho de roca de la meseta.
Trinchera Sur
Se encontraba en el sur del complejo, excavada en los años 1930 y 1940 y presentaba tres sectores, de profundidad creciente hacia el este. En el canal sur, los tramos desenterrados tienen unos 3 metros (m) de ancho y 25 m de profundidad. Se han identificado en la zanja características que son distintivas: muros divisorios con aberturas a modo de puertas, situadas a una altura de muy difícil acceso, un compartimento techado con escaleras y grandes nichos (de unos 3 m de alto) excavados en la piedra de la pared norte de la zanja.

## Pirámide escalonada

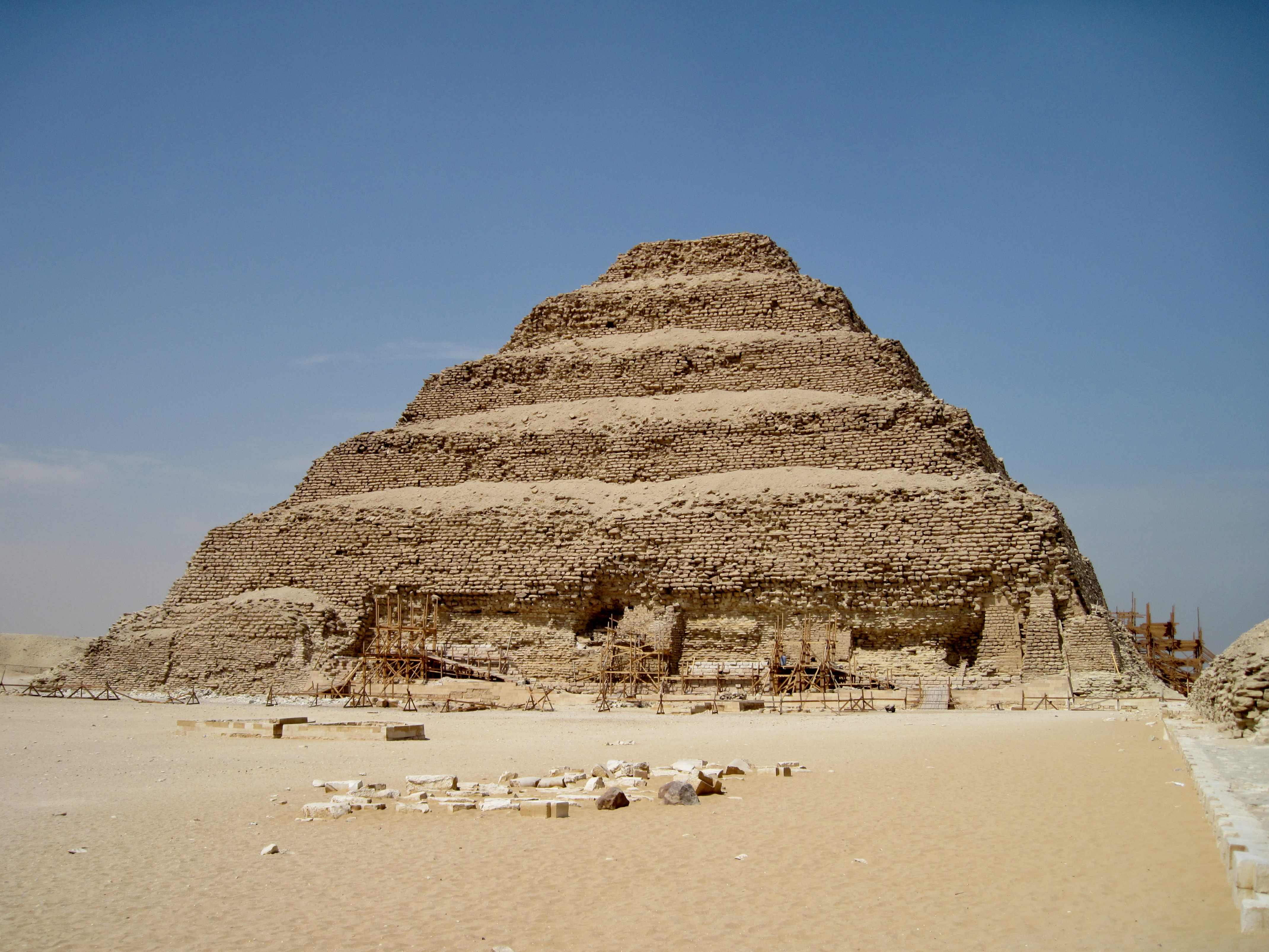
Pirámide vista desde el Patio Sur (en 2009).

La pirámide escalonada, fue la primera construcción de este tipo edificada en Egipto en torno a 2260 a. C., pues antes los soberanos se enterraban en mastabas.
La pirámide de Zoser tiene base rectangular de 121 x 109 metros (m), con su lado mayor de este a oeste; consiste en seis troncos de pirámide superpuestos, con una altura original de 60 metros. La inclinación de los cuerpos de la pirámide es de 16° respecto a la vertical y de 22° en el nivel superior.
El diseño de la pirámide experimentó varias modificaciones: los tres primeros con la idea de mastaba y otros tres conformando la pirámide escalonada. Se utilizaron bloques de caliza silícea, extraídos de canteras próximas, unidos con argamasa; el exterior se revistió con piedra caliza, de grano fino, de un espesor medio de dos metros.
El tercer proyecto de la pirámide consistió en la ampliación de la mastaba original, para incorporar las tumbas de la familia real, y el inicio del complejo funerario. 
|                                  | Mastaba M1                | Mastaba M2                    | Mastaba M3                    | Pirámide P1                 | Pirámide P1'    | Pirámide P2     |
| -------------------------------- | ------------------------- | ----------------------------- | ----------------------------- | --------------------------- | --------------- | --------------- |
|                                  |                           |                               |                               |                             |                 |                 |
| Dimensiones de la base (codos)   | 63 m x 63 m (120c x 120c) | 71,5 m x 71,5 m (136c x 136c) | 79,5 m x 71,5 m (152c x 136c) | 85,5 m x 77 m (163c x 147c) | 119 m x 107 m . | 121 m x 109 m . |
| Altura de la edificación (codos) | 8 m (16 c)                | 8 m, 7 m .                    | 8 m, 7 m, 5 m .               | 42 m (80 c)                 | 60 m .          | 62 m .          |
| Altura de los bloques            | 0,30 m                    | 0,30 m                        | 0,30 m                        | 0,38 m                      | 0,52 m          | 0,52 m          |
| Número de gradas                 | 1                         | 1                             | 1                             | 4                           | 6               | 6               |

Hay once pozos de 32 metros de fondo por los que se accede a otros tantos corredores horizontales en los que se encontraron dos sarcófagos de alabastro (uno de ellos con los restos de una hija de Dyeser, de ocho años), salas revestidas de placas de fayenza, con representaciones en bajorrelieve del faraón, con su nombre Necherjet, y almacenes con más de 48 000 vasijas cerámicas y en piedra, muchas con los nombres grabados de personajes y faraones precedentes, de las dinastías I y II.
Pozo Norte
La cámara funeraria está en el centro de la pirámide, en el fondo de un pozo de 28 metros de profundidad y 7 m de anchura; se construyó en granito y se revistió con yeso.

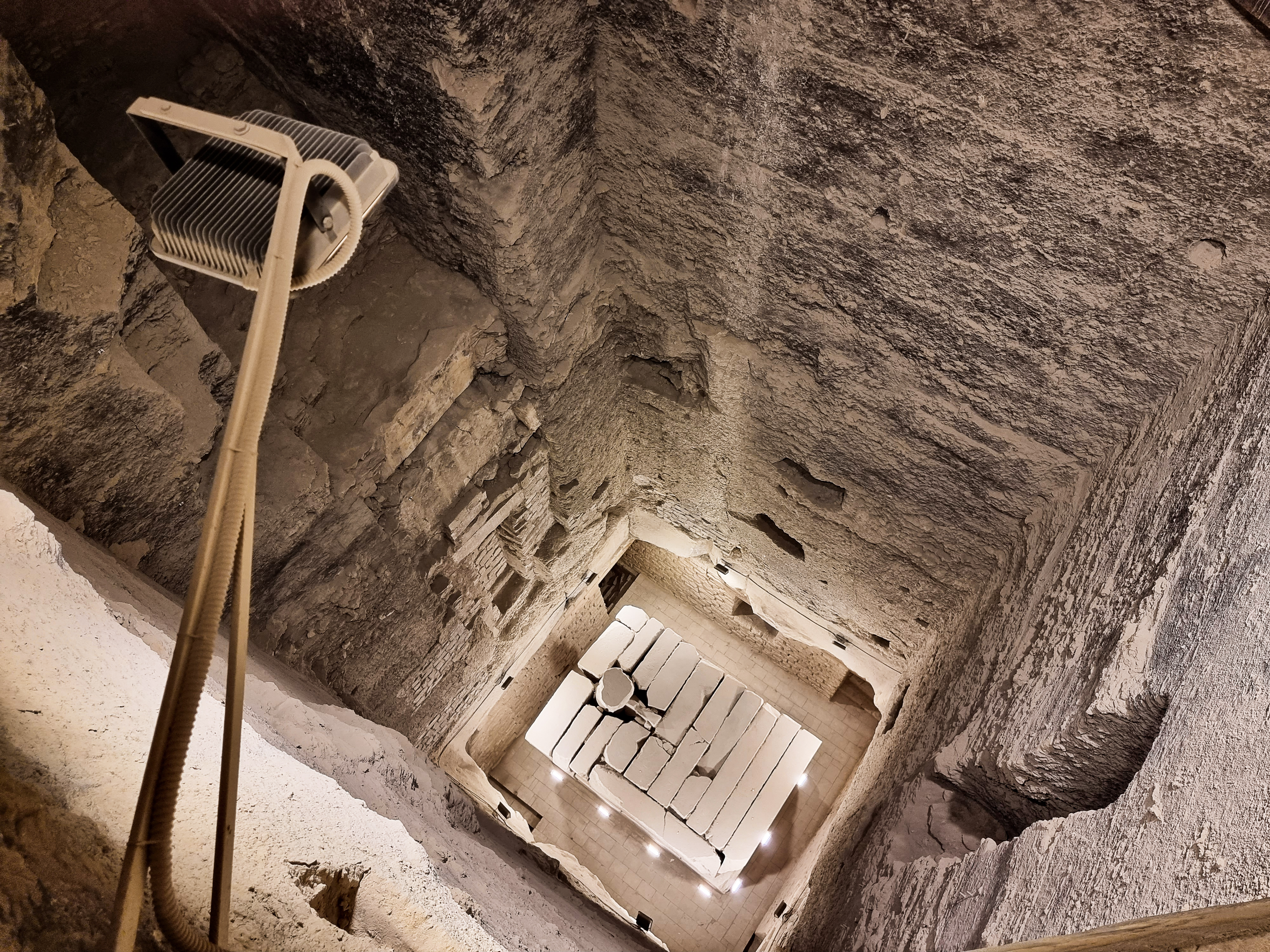
Pozo Norte. (2022).

El cierre de bloqueo, que sumaba un peso total de ~3500 kilogramos (kg), en los bloques se hallaron marcas de cantero con jeroglíficos que indicaban el peso y la orientación en la que se deberían colocar.

La caja está formada con bloques largos transversales con otros como un puzle o rompecabeza. 
#Pozo Sur
Una estructura enorme con forma de caja, diseñada de bloques largos de granito, todos de líneas rectas. En su cara superior se encontró un orificio que era ocluido por un tapón cilíndrico hecho de granito. 
Mide 3,47 m x 5,35 m y 4,73 m de altura y pesa alrededor de 1,76 toneladas.

## Estructuras del complejo

### Muro perimetral

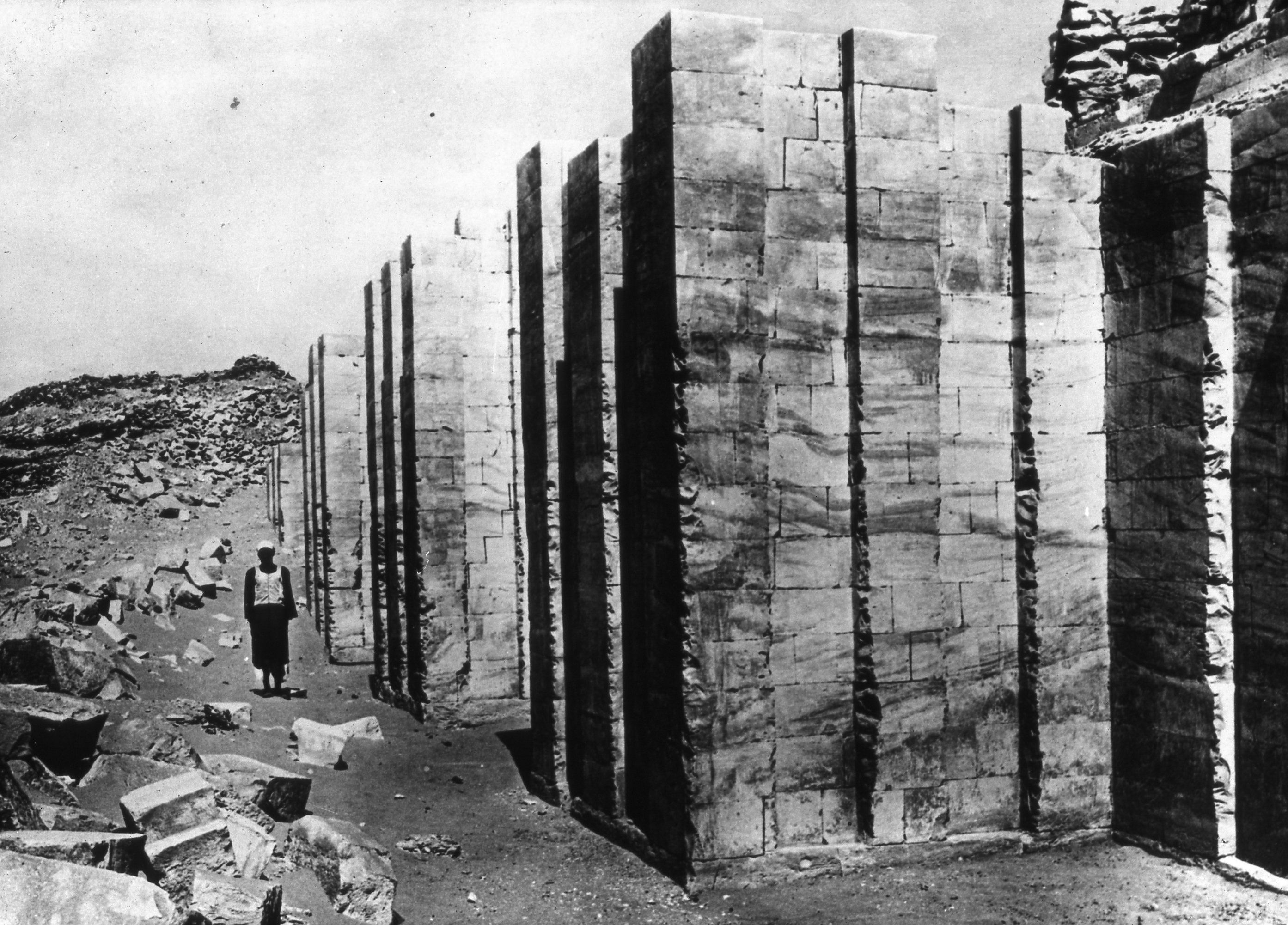
Muro perimetral en 1923.

El muro medía originalmente 10-10,5 metros de altura. Este muro tenía revestimiento de piedra caliza, con nichos rectangulares a intervalos de 3,7-4 m, interrumpido por 14 baluartes de entrada o puerta que sobresalen del muro perimetral principal, 13 de ellos con una puerta falsa tallada y solamente una puerta real en la esquina sureste.

### Puerta
La única entrada al complejo se encontraba en el estesureste (ESE) del muro perimetral del complejo. Estaba dispuesta en uno de los baluartes que imitaban una  entrada o puerta.
Las dimensiones estimadas son de 10,38 m de ancho y 5,0 m de profundidad hasta el muro. 
La pequeña abertura sería de 0,98 m de ancho y 3,60 m de alto.

### Sala de las columnas
La entrada conduce a un pequeño patio y luego a una angosta sala hipóstila, una galería de más de 50 metros de longitud, de eje mayor este-oeste, que posee 40 columnas. Estas son fasciculadas, adosadas a pilastras, redondeadas en la parte interior, imitando haces de troncos de papiro, enfrentadas en dos filas, de 6,60 metros de altura y un metro en la base, sobre las que se apoyaba una cubierta adintelada; estas son las primeras columnas en piedra conocidas del arte egipcio.

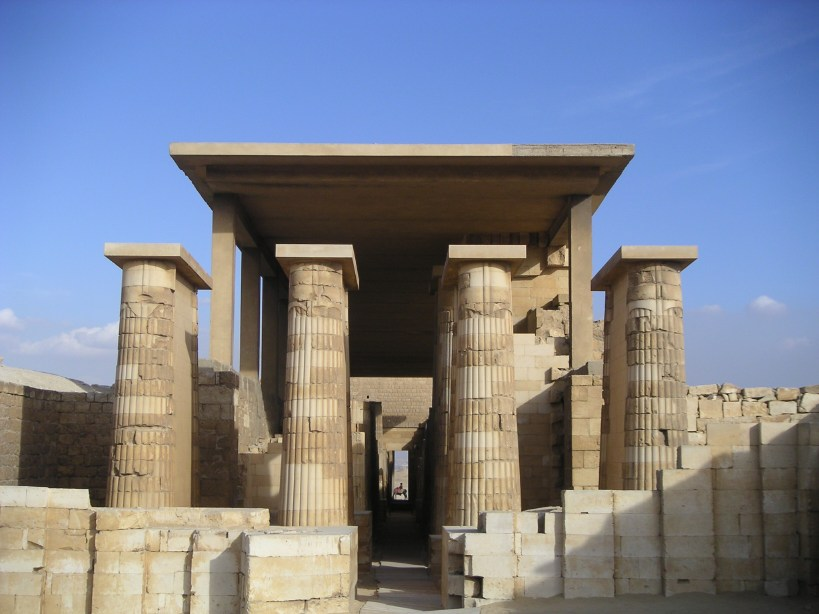
Sala rectangular de las 8 columnas.

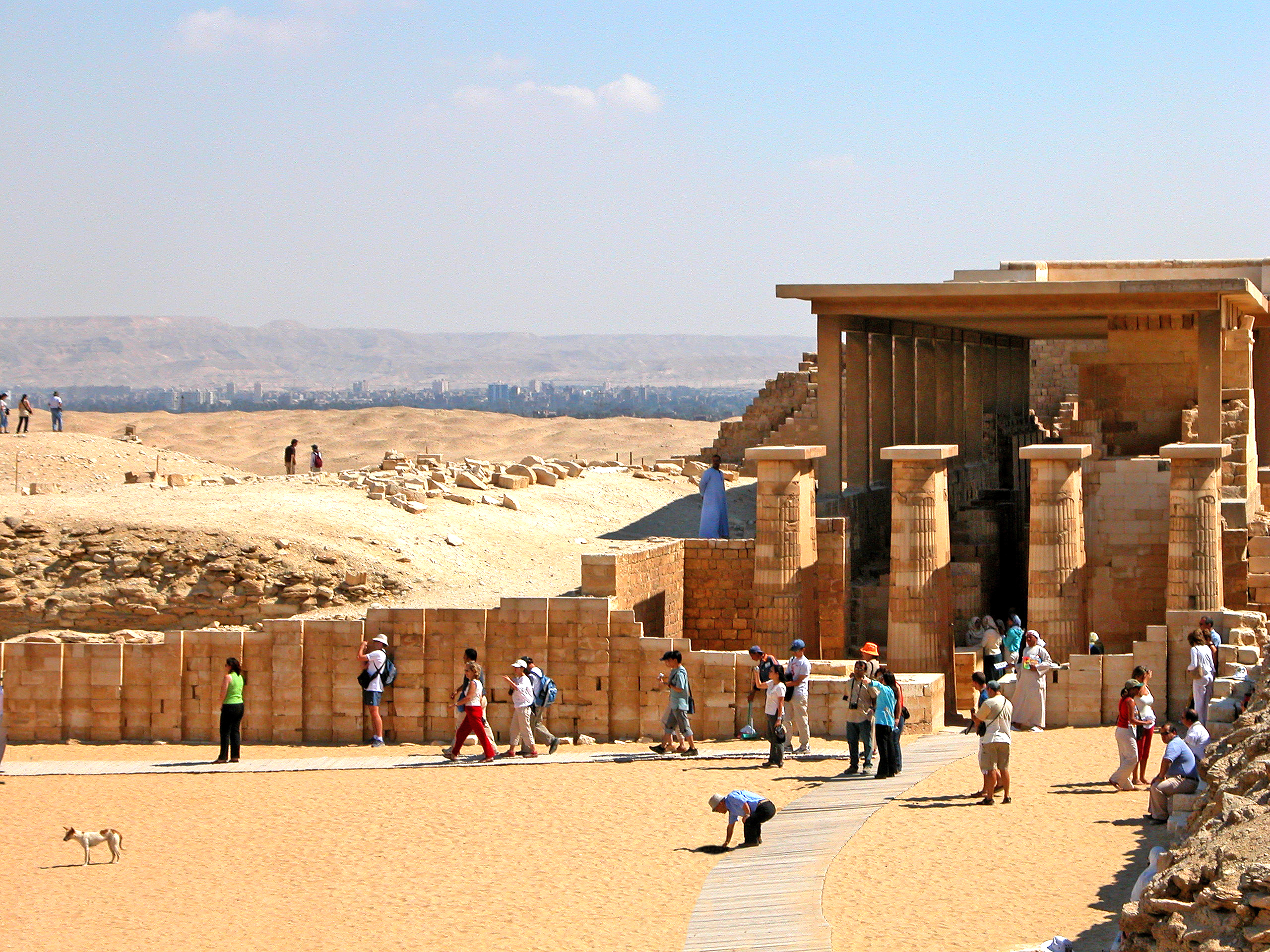
Esquina sureste del Patio Sur. Extremo interior del vestíbulo de las columnas.

A continuación sigue la sala rectangular con eje norte-sur, en la que desemboca la galería. Esta sala posee un techo de 5 m de altura que es sustentado por 8 columnas también fasciculadas y unidas de dos en dos.

### Capillas y Patio Heb-Sed

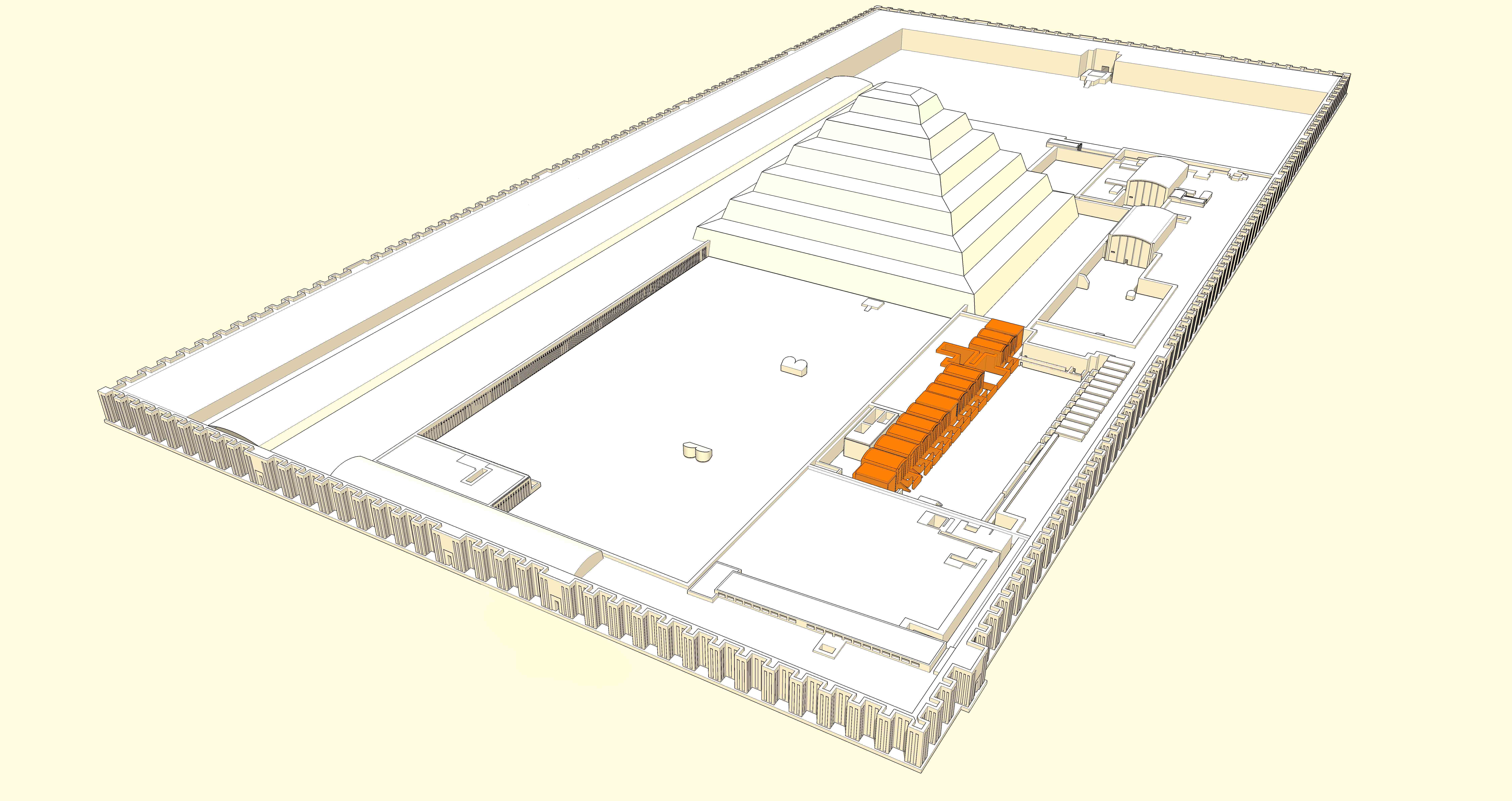
Capillas, en color naranja frente al patio Heb-Sed.

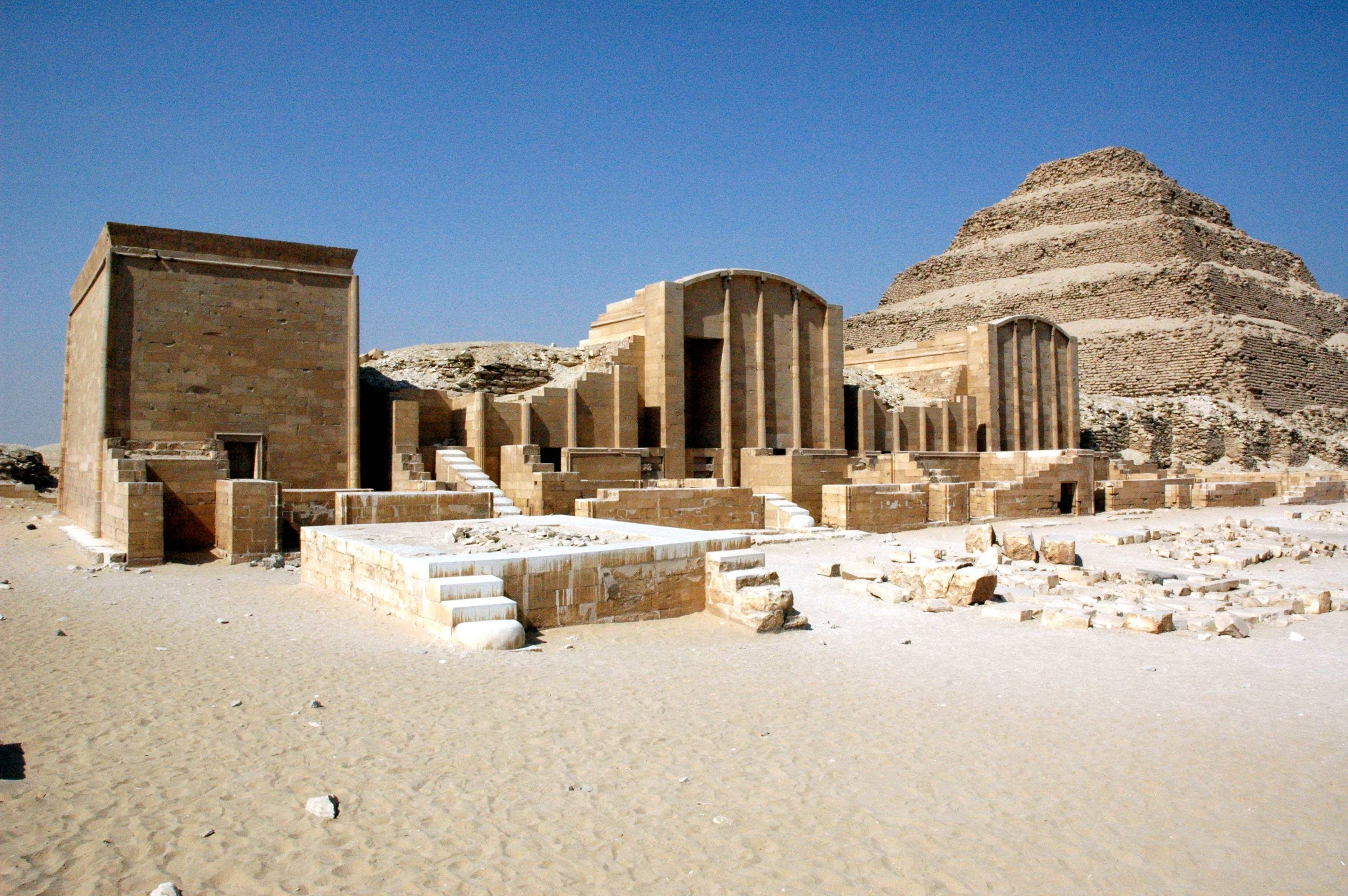
Patio Heb-sed y Capillas

Las  capillas de la fiesta Sed  son numerosos edificios simbólicos, que presentan puertas hacia el patio Sed. Estas dependencias son únicamente fachadas, su interior está relleno de cascotes de piedra, imitando capillas para la conmemoración de fiesta del trigésimo año de reinado del faraón, o "fiesta Sed". Frente a estas también hay dos tribunas, que probablemente simbolizaran los tronos del Alto y Bajo Egipto.

El templo de las tres columnas acanaladas. Junto a la muralla este, al sudeste de la pirámide, en un patio menor, hay un templo del que sobresalen tres columnas acanaladas, adosadas, reconstruido por Jean Philippe Lauer hasta la altura de los capiteles originales.

### Pabellón del Norte y del Sur

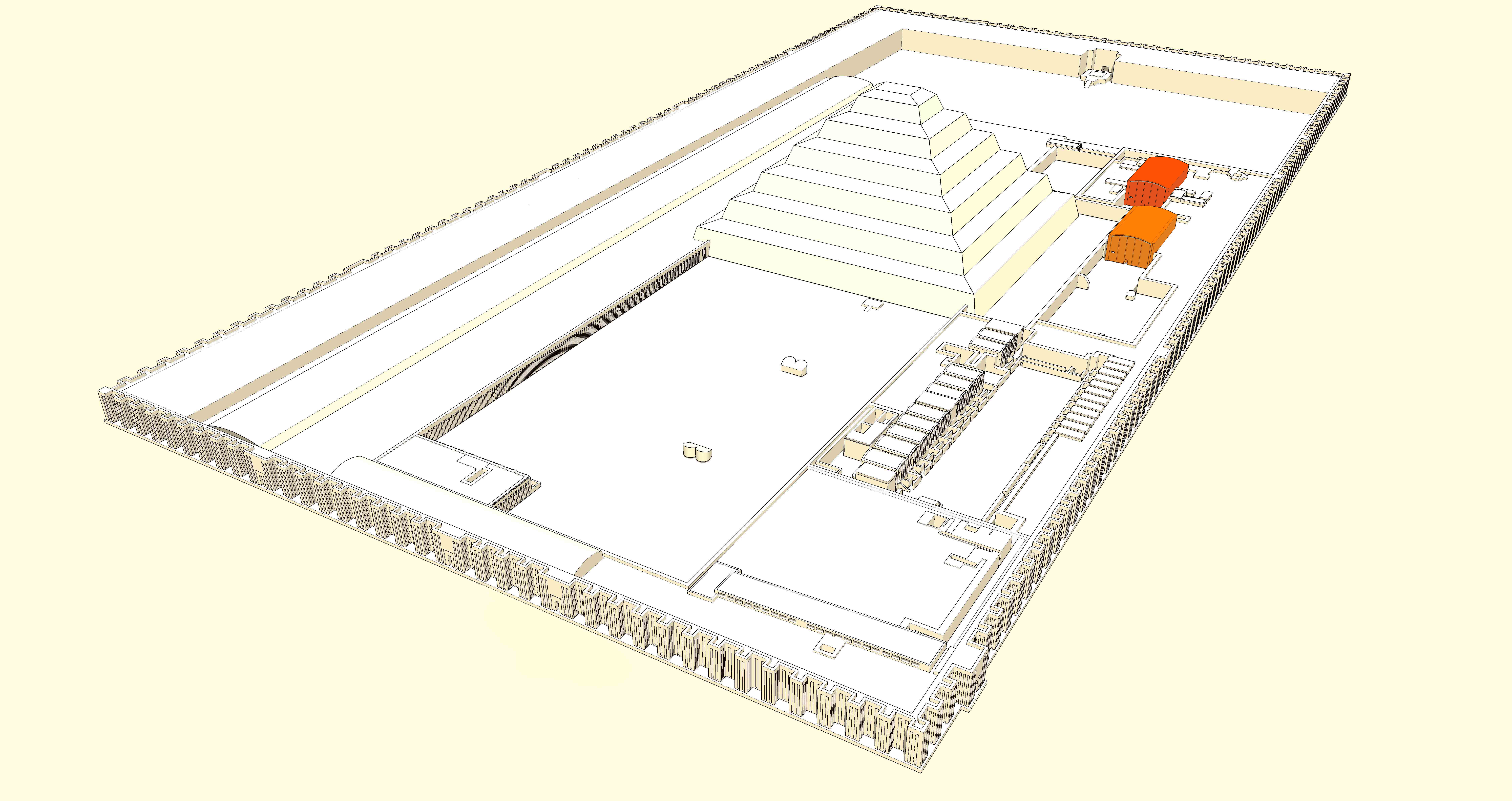
Casa del Norte (en rojo) y casa del Sur (en naranja).

La Casa o Pabellón del Sur, situada al este de la pirámide, es un edificio simbólico decorado con cuatro columnas acanaladas de doce metros de altura, con nichos para ofrendas.

La Casa del Norte, próxima a la anterior, tiene una fachada semejante, variando sólo los capiteles. Entre los restos aparecieron los nombres grabados de las princesas Hetepherernebti e Inetkaus.

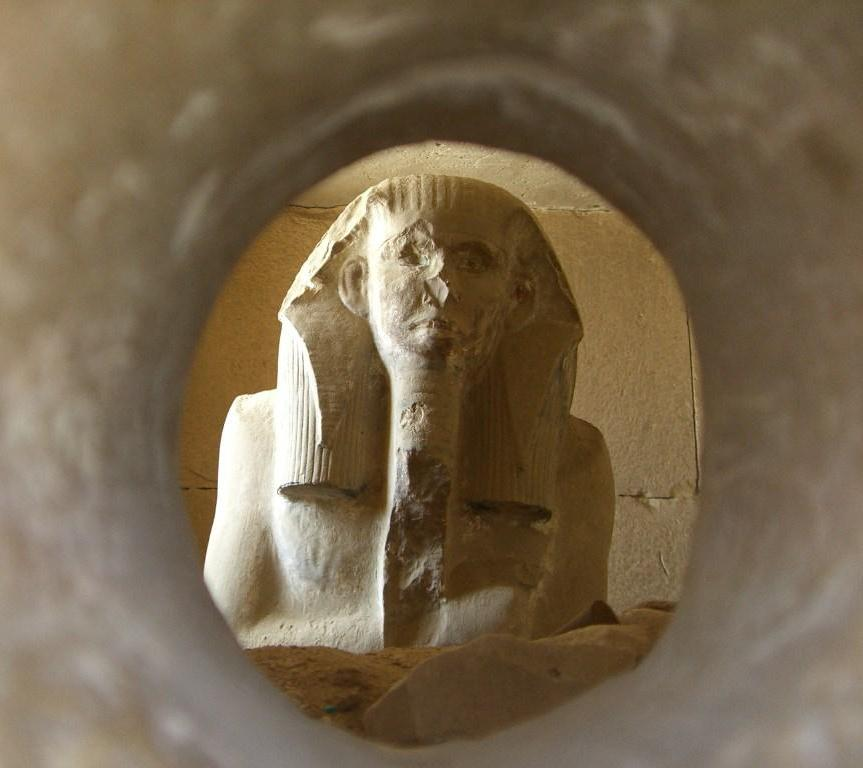
Serdab conteniendo la estatua real.

### Templo funerario y Serdab

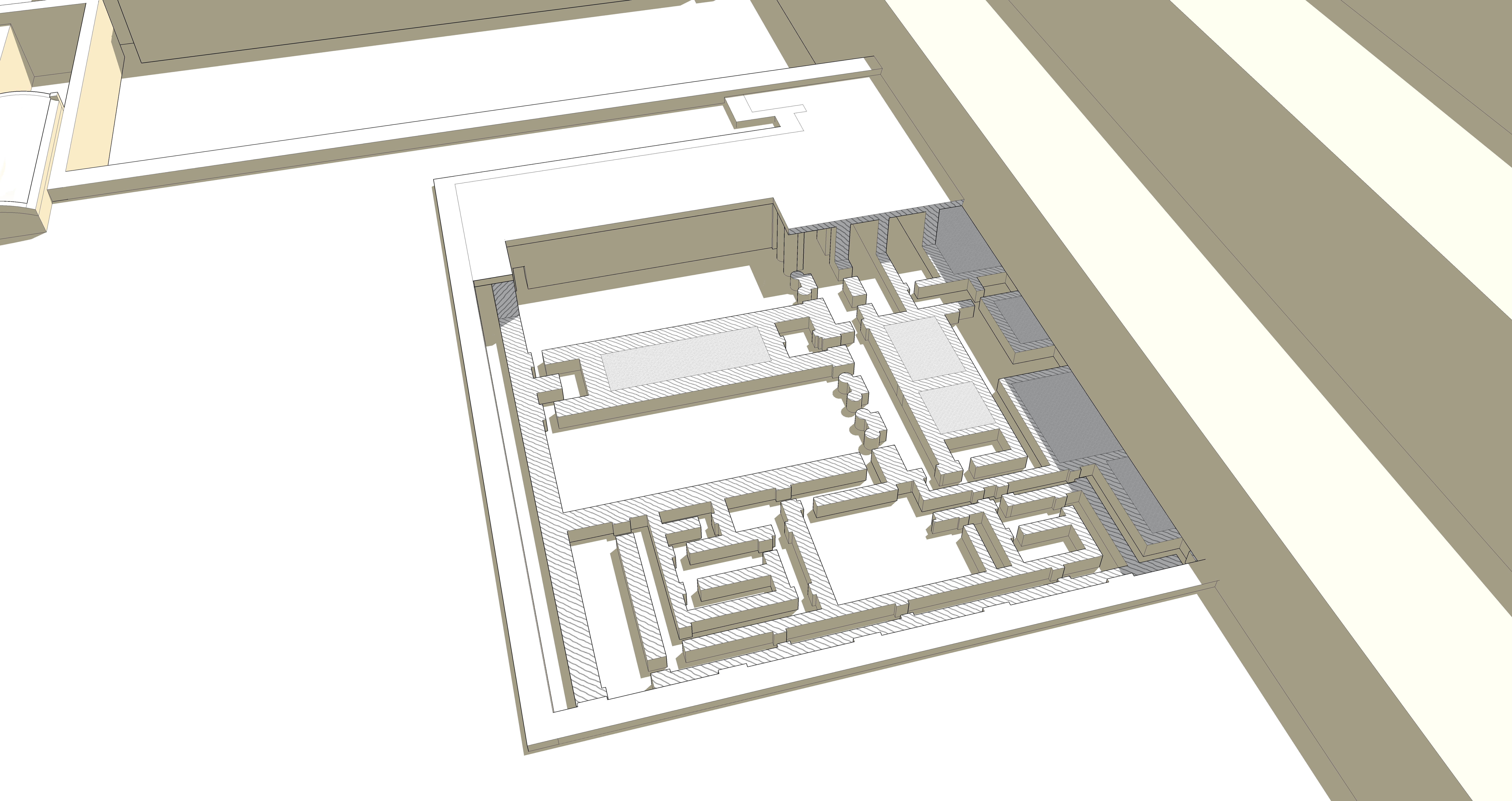
Templo del Norte.

En el Patio Norte el serdab  era una pequeña cámara cerrada, cerca del ángulo nororiental de la pirámide, en la que se encontró una estatua sedente en piedra del faraón, con su nombre grabado "Necherjet"; en la fachada norte hay dos pequeños huecos circulares por los que se podía observar la estatua desde el exterior. Es la primera estatua real de gran tamaño conocida; la original se expone en el Museo Egipcio de El Cairo.
El Templo Funerario está situado al norte de la pirámide, junto al serdab y se encuentra en ruinas. Un pasadizo cercano conduce a los niveles inferiores de la pirámide y la cámara funeraria que se supone contendría el sarcófago. 

### Trinchera Sur

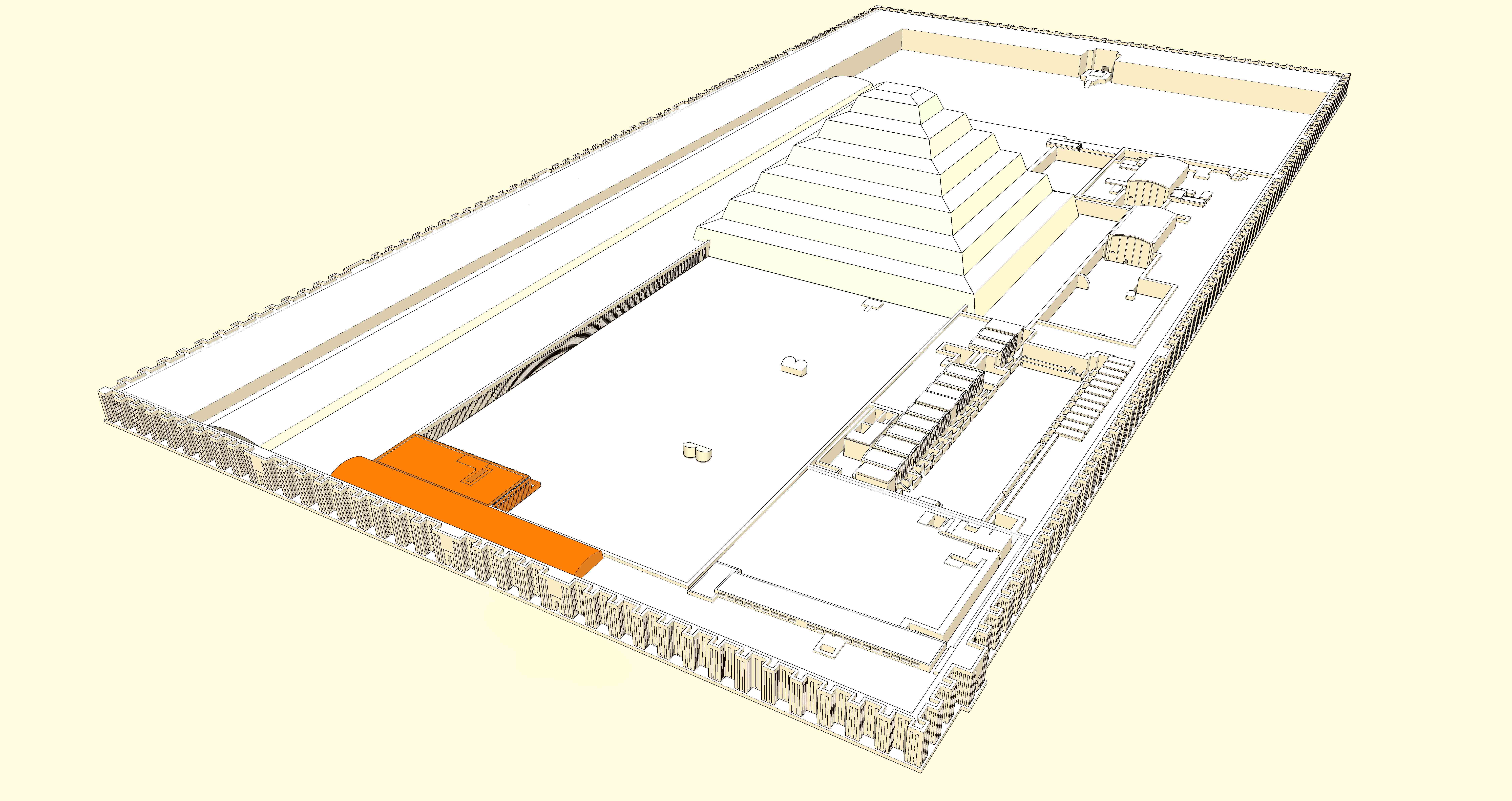
Estructuras del sur

El gran foso sur (meridional), situado al interior del paño sur de la muralla, con siete metros de anchura y 29 m de profundidad que conduce a una cámara de granito y una sala con estelas, cuya función es desconocida.

### Pozo Sur

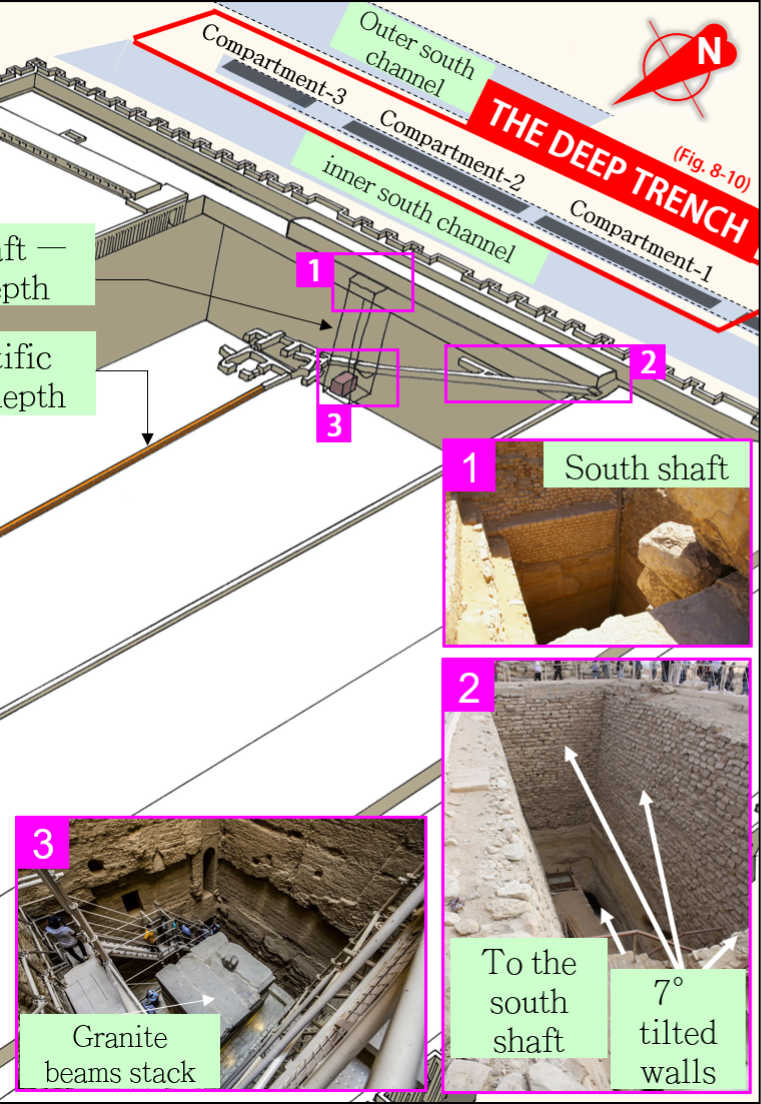
3= Pozo Sur.

Una caja enorme formada por 16 bloques masivos de granito rosado, midiendo 3,6 metros de alto, 3,5 m de ancho, y 3,6 m largo, con un tapón cilíndrico de cierre.

Se ha planteado una funcionalidad de ingeniería para este pozo profundo, diferente a la simple cominicación de espacios y al uso como cantera.

### Foso Seco
El Foso Seco (Dry Moat o Great Trench en inglés) o Trinchera Grande es una característica identificada por Nabil Swelim en 1985. El foso es una parte integral del complejo, es una enorme zanja cortada en el lecho de roca de la meseta, de hasta 40  metros (m) de ancho, con las orillas inclinadas en un ángulo de unos 30 grados, que encierra un área cercana a 750 x 600 m que delimita el terreno consagrado a un dios (Témenos).
 Esta ancha zanja fue la fuente de material de construcción para el complejo de la pirámide escalonada, la piedra pudo ser extraída como resultado de la creación de la zanja, y no al revés.

## Conservación
La drástica reducción del turismo debido a la Primavera Árabe, sobre todo a partir de 2011, provocaron el abandono de las obras de restauración de la pirámide, y la preocupación  de Naciones Unidas.

Las obras se reanudaron a fines de 2013. 
Finalmente, tras concluir las obras de rehabilitación, se abrió al público de nuevo el 5 de marzo de 2020, después de una restauración de 14 años, que costó casi 6,6 millones de dólares.